# ロックンロール イズ ノットデッド
『ロックンロール イズ ノットデッド』は、2012年7月11日リリース、サンボマスター、メジャー6枚目のアルバム。Getting Better移籍第一弾。DVD付初回限定盤と通常盤の2形態で発売。

## 収録曲
全曲　作詞・作曲：山口隆
1. ロックンロール イズ ノットデッド　（5:03）
2. あなたのことしか考えられない　（5:48）
3. 恋する季節　（3:23）
4. ビューティフル　（4:28）
5. I love you & I need you ふくしま（初回限定盤のみ収録チャリティ･トラック）　（6:05）
6. あなたに心奪われたから　（3:36）
7. 希望は捨てない　（3:27）
8. 静かに光りつづけるもの　（5:21）
9. 泣いてばかりじゃ見つからないぜ ～ハードコアスイートソウルの誕生～　（4:22）
10. 青春のかけら　（5:42）
11. 君だけ信じてみたかった　（5:22）
12. 衝動バケモノ　（3:42）
13. うまくいくんだよきっと　（3:59）

DVD
1. オープニング
2. あなたのことしか考えられない　（ミュージック･ビデオ）
3. 青春狂騒曲　（2011年9月17日「LIVE 福島 風とロックSUPER 野馬追」）
4. 世界を変えさせておくれよ　（2011年9月17日「LIVE 福島 風とロックSUPER 野馬追」）
5. I love you & I need you ふくしま　（2011年9月17日「LIVE 福島 風とロックSUPER 野馬追」）
6. そのぬくもりに用がある　（2011年9月17日「LIVE 福島 風とロックSUPER 野馬追」）
7. 世界はそれを愛と呼ぶんだぜ　（2011年9月17日「LIVE 福島 風とロックSUPER 野馬追」）
8. できっこないを やらなくちゃ　（2011年9月17日「LIVE 福島 風とロックSUPER 野馬追」）
9. ソウルバラッド　（スタジオ･ライブ 2012.3.11）
10. 朝を待っている二人　（スタジオ･ライブ 2012.3.11）
11. 静かに光りつづけるもの（Instrumental）（スタジオ･ライブ 2012.3.11）
12. あなたのことしか考えられない（SPACE SHOWER TV 生放送映像より）（スタジオ･ライブ 2012.3.11）
13. エンディング
14. ロックンロール イズ ノットデッド（ミュージック･ビデオ）

## 演奏
- サンボマスター
  - シンセサイザー (#8)
  - 口笛 (#13)
- 山口隆
  - 唄とギター
  - オルガン (#6.9.10)
  - トーキングモジュレーター (#8)
- 近藤洋一
  - ベースとコーラス
  - オルガン (#1.5.12.13)
  - アコースティックギター (#2.7)
  - エレクトリックピアノ (#10)
- 木内泰史
  - ドラムスとコーラス
  - カホン (#7)
- 桜井秀俊 (真心ブラザーズ)
  - コーラスアレンジ (#1.4.6.8.9.11)
  - アディショナルアレンジ、アコースティックギター (#13)
  - ラップスチールギター、シタール、鉄琴 (#2)
  - コーラス (#8)
- 池田貴史：ピアノ、キーボード (#2)
- 伊藤歩：ゲストボーカル (#3)
- 猪苗代湖ズ：ゲストコーラス (#5)
- 杉山オサム：スライドギター (#11)